# Ixodes muris
Ixodes muris este o specie de căpușe din genul Ixodes, familia Ixodidae, descrisă de Bishopp și Smith în anul 1937. Conform Catalogue of Life specia Ixodes muris nu are subspecii cunoscute.